# Morte e Vita
Morte e Vita, in tedesco Tod und Leben, è un dipinto realizzato tra il 1908 ed il 1915 da Gustav Klimt; esempio di Art Nouveau (grazie alla scelta di un soggetto allegorico), la tela è attualmente conservata presso il Leopold Museum di Vienna.

## Storia

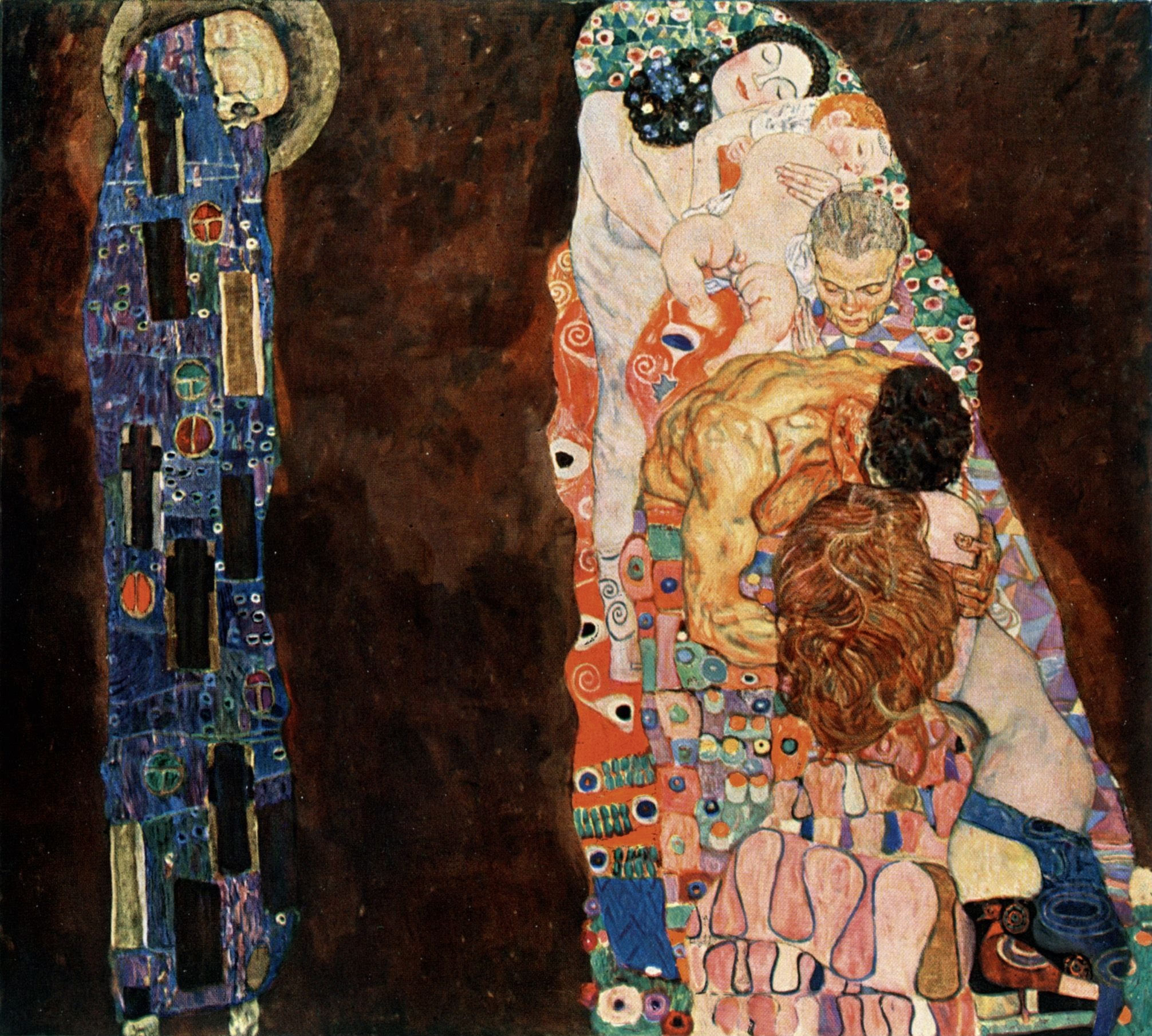
Morte e Vita (prima versione), 1910-1911, olio su tela, 200,5 x 180,5 cm, Leopold Museum, Vienna.

Nel 1911 Morte e Vita ricevette il suo primo riconoscimento nell'Esposizione internazionale d'arte a Roma. L'anno seguente Klimt espose l'opera in una mostra a Dresda.
Altre esposizioni della tela vi furono a Budapest e Manheim nel 1913; successivamente a Praga (1914), Berlino (1916) e Stoccolma (1917). Tra il 1917 ed il 1918 fu a Copenaghen, quindi a Zurigo (1918) e dal 1923 diverse volte a Vienna. Negli anni Cinquanta fu mostrata a Venezia (1958) e nel 1965 a New York e Londra.
Nel 1915 Klimt apportò alcune modifiche al dipinto, in seguito alle prime cinque mostre che lo coinvolsero: infatti, l'artista decise di cambiare il colore dello sfondo - da oro a grigio - e di arricchire la scena aggiungendo alcuni mosaici.

### Protesta climatica del 15 novembre 2022

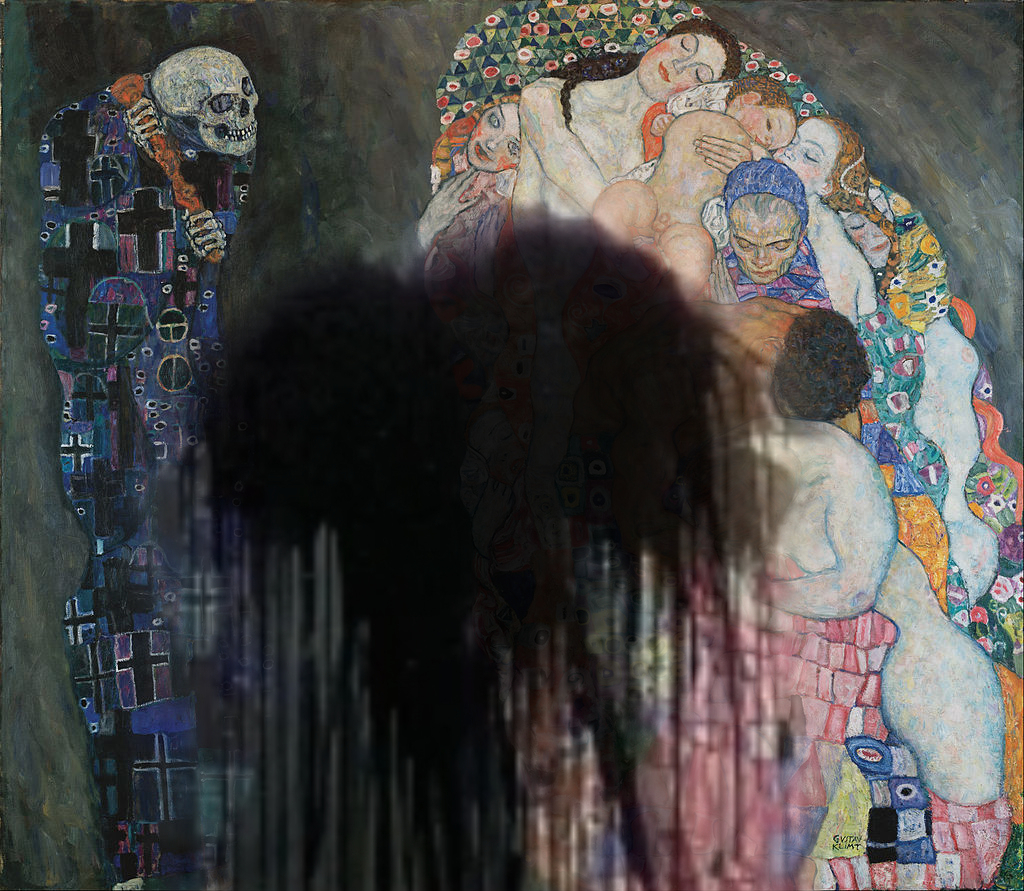
Morte e Vita e la macchia di liquido nero che ha imbrattato il vetro protettivo.

Il 15 novembre 2022 alcuni membri di Letze Generation Österreich, equivalente austriaco del movimento Ultima Generazione, hanno gettato del liquido nero sul vetro protettivo del dipinto, protestando contro le trivellazioni di petrolio e gas, definite "una condanna a morte per la società"; uno di essi ha incollato la propria mano al vetro. Il dipinto non ha subito danni.

## Descrizione
La morte e la vita sono dei temi centrali trattati da Klimt e apprezzati in quell'epoca anche da suoi contemporanei quali Edvard Munch ed Egon Schiele. Klimt, con Morte e Vita, cerca quasi di realizzare una danza della morte moderna ma, a differenza di Schiele, introduce nella scena una nota di speranza e riconciliazione: gli essere umani raffigurati, infatti, non mostrano timore o paura dinanzi alla rappresentazione dalla morte; semplicemente la trascurano. L'immaginazione dell'artista non è più concentrata sull'unione fisica, bensì sull'attesa che la precede. Probabilmente questa ritrovata serenità trova la sua ragion d'essere nella consapevolezza dell'invecchiamento e dell'avvicinarsi alla morte di Klimt. Eppure, nell'ultimo periodo della sua esistenza preferì dipingere soltanto momenti di intenso piacere, bellezza miracolosa e giovinezza.